# 威廉·蔡塞尔
威廉·蔡塞尔（德語：Wilhelm Zaisser，1893年6月20日—1958年3月3日），德国共产党政治家，1950年至1953年担任東德史塔西（国家安全部）首任部长。

## 早年
蔡塞尔1893年生于威斯特法伦盖尔森基兴，父亲是国家宪兵和教师。第一次世界大战时加入德军，最初作为步兵部署在西线洛林，后转往东线，获得二级铁十字勋章。1918年11月，部署在乌克兰和俄罗斯边界，蔡塞尔的民族主义思想发生重大改变，随着霍亨索伦王朝的解体，蔡塞尔像许多老兵一样无视命令，与苏俄红军建立起了同志情谊，对他们的纪律和组织印象深刻，认为只有苏联领导下的革命布尔什维克主义才能拯救战败的德国。1918年加入德国独立社会民主党，后回到埃森继续担任教师，期间参加共产党运动。卡普政变期间是新成立的鲁尔红军的领导人，后被捕入狱。1921年被捕4个月后获释，但失去了教师的职位。后来，蔡塞尔开始担任德国共产党的宣传人员并编辑报刊。蔡塞尔加入了德共的情报部门。1922年，蔡塞尔参加了第二届赤色职工国际代表大会。在法国占领鲁尔期间积极从事抵抗活动。由于表现出色，1924年3月至6月，蔡塞尔被送往莫斯科接受培训。

## 间谍生涯
1924年，蔡塞尔返回德国，为中央委员会工作，成为其情报机构的领导人物。1925年至1926年，他也曾为苏联红军和苏联情报部门服务。1927年7月，蔡塞尔专职服务于共产国际执行委员会，但是直接给蔡塞尔下达任务的是工农红军司令部第四部即格鲁乌的扬·卡尔洛维奇·别尔津将军。1927年至1930年，蔡塞尔被派往中国为莫斯科搜集经济、军事、政治情报。在中国，蔡塞尔扮演着独立军火商的角色，在上海建立了右翼老兵协会钢盔前线士兵联盟的分支。他和妻子把自己打造为当地德国人群体的领导人物。凭借该身份，蔡塞尔获得了当地外交官和军官们的信任。这些人给蔡塞尔提供了丰富的情报。当德军前总参谋长汉斯·冯·塞克特出访上海时，就住在了蔡塞尔家中。后来蔡塞尔在中国的身份遭曝光，但并不是出于其自身的错误而是德国方面的失误所导致。1930年至1932年为捷克陆军担任军事顾问。1932年加入苏联共产党，1940年获得苏联国籍。

## 西班牙内战
1936年9月，蔡塞尔前往西班牙，初期担任西班牙共和军的军事顾问，期间与瓦尔特·乌布利希和埃里希·梅尔克结识。11月起担任国际纵队第十三旅指挥官，前往巴伦西亚负责震慑当地共和军中无政府主义者，因此错过了马德里保卫战。1937年7月，布鲁内特战役时，第十三旅遭受重创后被解散。此后，蔡塞尔负责管理国际纵队位于阿尔瓦塞特的基地。期间，他的代号是“戈麦斯将军”，后取得少将军衔。西班牙内战结束后，他回到莫斯科继续为共产国际工作，但由于苏联干预西班牙内战的失败不久被投入监狱。
1939年至1943年，担任莫斯科外文出版社德语部总编。第二次世界大战自1943年起，蔡塞尔成为了位于莫斯科州红山反法运动学校教师，负责给德军俘虏进行共产主义和反法西斯主义教育。

## 东德政府

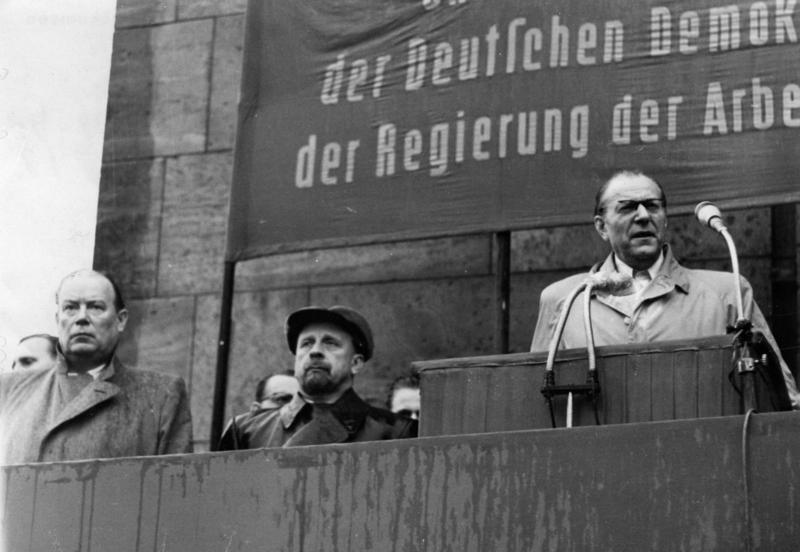
1953年，蔡塞尔（左边）、乌布利希（中间）

1947年2月，蔡塞尔与妻子一同返回德国并加入统一社会党。此后，蔡塞尔事业扶摇直上，先在萨勒河畔哈雷担任了萨克森-安哈尔特州警察厅厅长，1948年又担任了萨克森-安哈尔特州内务部部长和副州长，负责管理与培训工作。他负责的德国苏占区武装后来成为了武装人民警察（国家人民军前身）。1949年至1954年进入人民议会担任代表。1950年在苏联苏共中央马列研究院从事军事和战术问题的研究，该机构极少有外国人参与其工作。
1950年，蔡塞尔东德统一社会党政治局和中央委员会，达到在德国的权力顶峰。同年获颁马克思奖章，并开始领导国家安全部。利用其丰富的情报知识，蔡塞尔把斯塔西打造成了一个十分强大的机构。
1953年3月斯大林死后，莫斯科倾向于换掉东德斯大林主义的领导人瓦尔特·乌布利希，并考虑把蔡塞尔作为潜在候选人。但是同年发生的工人起义被苏联军队武力镇压，引发反弹，导致乌布利希的地位反而得到巩固。工人起义后不久，蔡塞尔联合政治局中央委员会委员、《新德意志报》编辑鲁道夫·赫恩施塔特试图推翻乌布利希，他们得到了苏联情报机构领导人、副总理贝利亚的支持。蔡塞尔与赫恩施塔特公开批判了乌布利希和负责党内纪律的中央监察委员会主席马特恩的官僚和专制作风，称他们要为此次危机负责，在他们的领导下统一社会党已经不代表工人阶级了。7月7日至8日，政治局召开会议，蔡塞尔主张替换乌布利希，让赫恩施塔特担任第一书记并实行集体领导，得到了弗里德里希·艾伯特、海因里希·劳和埃利·施密特的支持，而乌布利希只得到了马特恩和埃里希·昂纳克的支持。乌布利希则指责蔡塞尔和赫恩施塔特搞宗派主义和社会民主主义。但最终失败，苏联领导曾害怕撤掉乌布利希会解读为示弱。因此，乌布利希巩固权力并撤掉了包括蔡塞尔在内的其他潜在对手。双方的指控在统一社会党内都被视为严重的违纪行为。9日，蔡塞尔前往莫斯科，同期贝利亚倒台。苏联共产党第一书记赫鲁晓夫和总理马林科夫支持乌布利希。

## 下台
由于获得了马林科夫的支持，乌布利希于7月24日在中央委员会全体会议上发表了未经政治局讨论的演讲，批判“蔡塞尔-赫恩施塔特集团”在“法西斯政变”（即东德人民起义）中采取“投降的态度”并直接勾结贝利亚以复辟资本主义。蔡塞尔的失势也和他的副手，权力欲极强的埃里希·梅尔克有关。埃里希·梅尔克曾在党内积极损害蔡塞尔的地位。最终，蔡塞尔和其他中央委员会及政治局中的成员被指责与党为敌而遭罢黜。
1953年7月，蔡塞尔被开除出政治局和中央委员会，被迫辞去部长职务。国家安全部也被降格为内务部下属的国家安全国务书记处。1954年1月24日，蔡塞尔被开除党籍，划为托派、“全民公敌”，并失去了在人民议会的代表席位。他的妻子也失去了教育部长的职务。
下台后，蔡塞尔在东柏林的马列学院从事翻译工作，以此度过晚年。1958年，蔡塞尔死于东柏林。1993年德国民主社会主义党为其平反。